# Andrew Haryanto

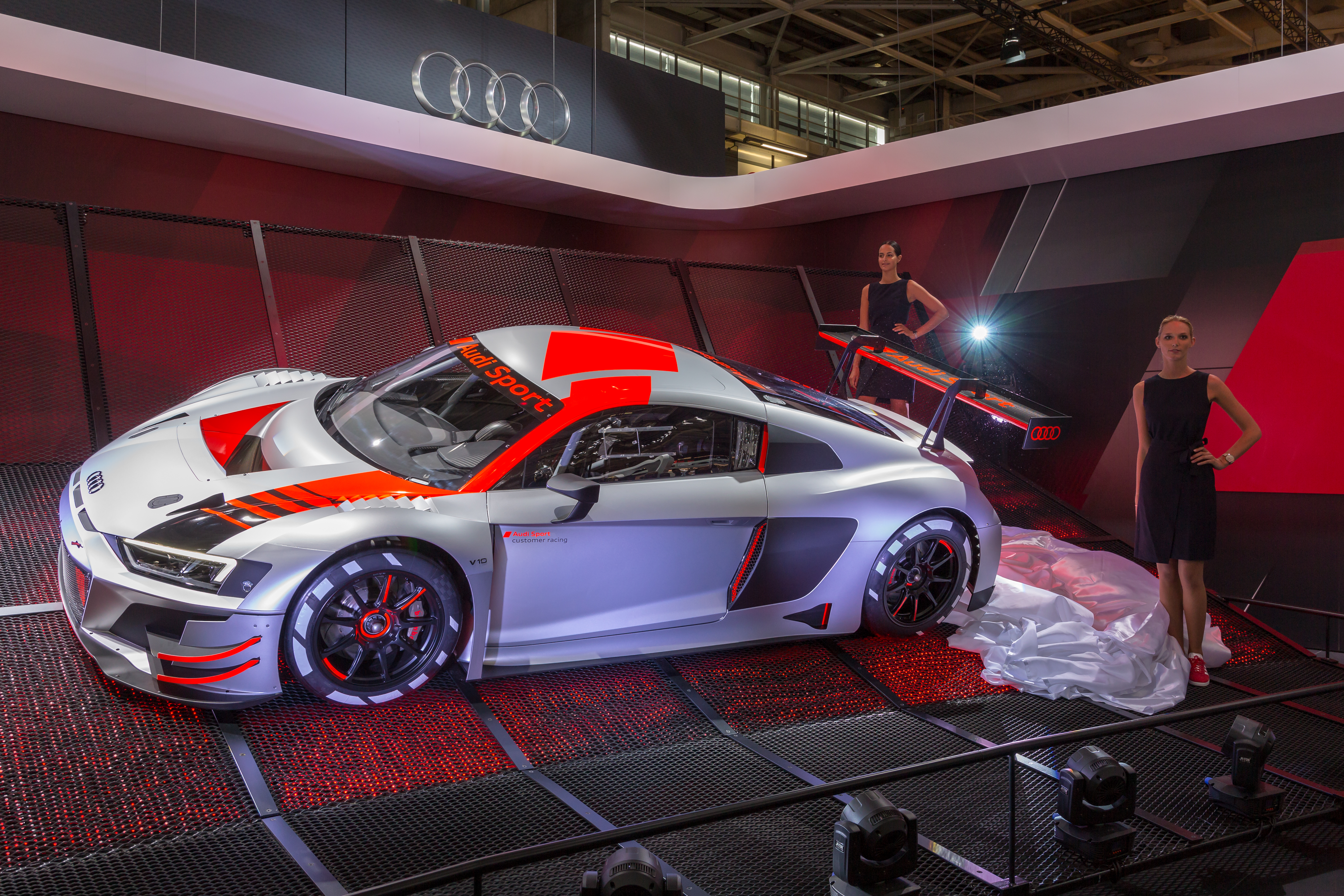
Auf einem Audi R8 LMS GT3 gewann Andrew Haryanto 2018 den Audi R8 LMS Cup

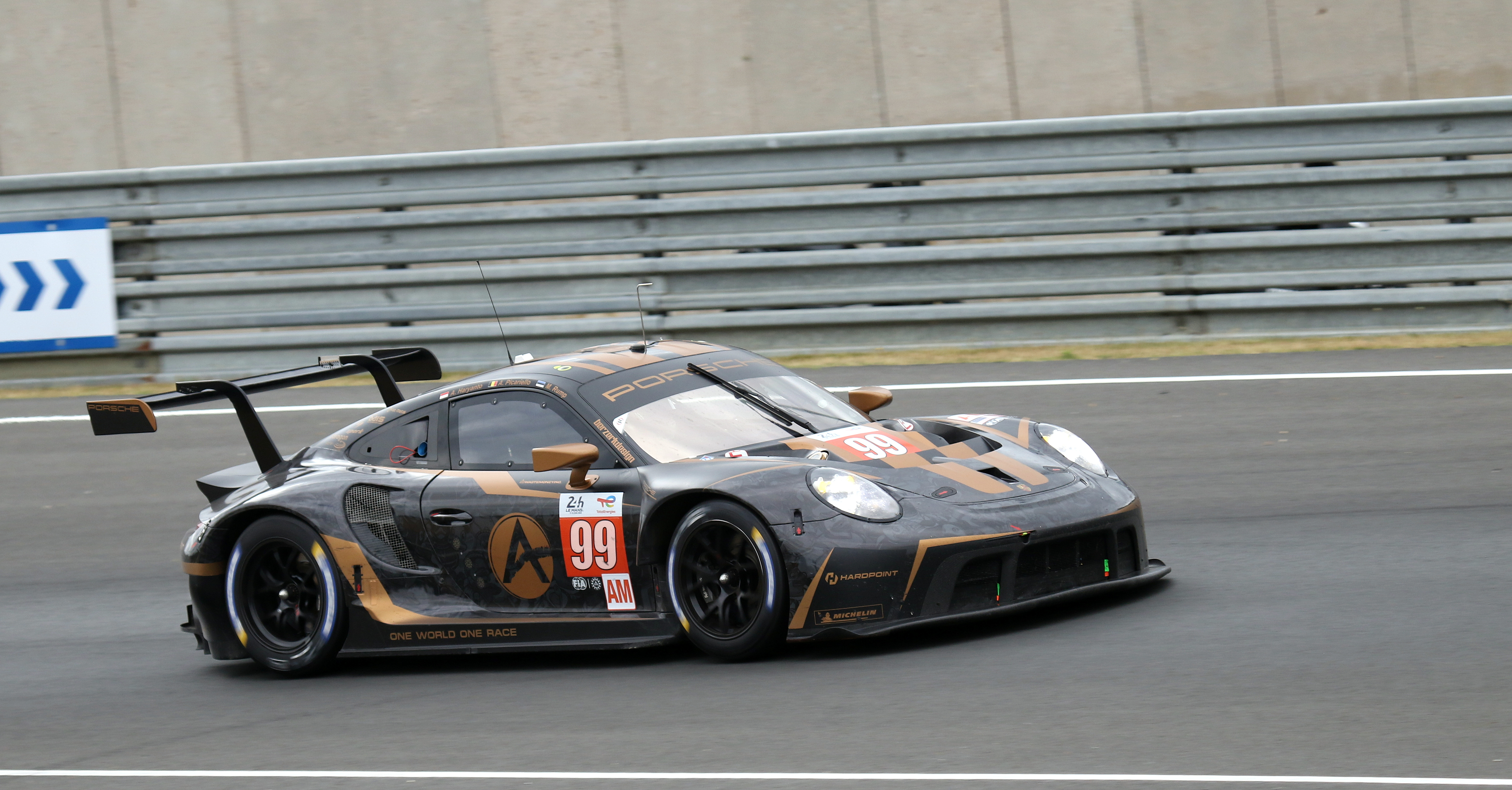
Der von Andrew Haryanto beim 24-Stunden-Rennen von Le Mans 2022 gefahrene Porsche 911 RSR-19

Andrew Haryanto (* 15. Mai 1977 in Bandung) ist ein indonesischer Unternehmer und Autorennfahrer. Mit seinem Landsmann Rio Haryanto ist er nicht verwandt.

## Unternehmer
Andrew Haryanto studierte Textilwirtschaft und leitet das familieneigene Textilunternehmen in Indonesien.

## Karriere als Rennfahrer
Die Fahrerkarriere von Andrew Haryanto begann Anfang der 2010er-Jahre im asiatischen GT-Sport. Er startete mehrere Jahre in der Lamborghini Super Trofeo Asia, deren Middle-East-Serie er 2017 auf einem Lamborghini Huracán gewann. 2018 wechselte er zu Absolute Racing und fand Aufnahme in den Fahrerkader von Audi Sport Asia. Bereits im ersten Jahr der Zusammenarbeit erreichte er 2018 auf einem Audi R8 LMS GT3 den Meistertitel im Audi R8 LMS Cup.
2018 kam er erstmals nach Europa und startete beim 24-Stunden-Rennen von Spa-Francorchamps. Gemeinsam mit Andres Josephsohn, Beniamino Caccia und Sarah Bovy beendete er das Rennen auf einem Lamborghini Huracán Super Trofeo an der zweiten Stelle der National-Klasse. Ab der Saison 2021 startete er auf einem Dempsy-Proton-Porsche 911 RSR in der FIA-Langstrecken-Weltmeisterschaft.

## Statistik

### Le-Mans-Ergebnisse
| Jahr | Team                   | Fahrzeug            | Teamkollege        | Teamkollege    | Platzierung | Ausfallgrund |
| ---- | ---------------------- | ------------------- | ------------------ | -------------- | ----------- | ------------ |
| 2021 | Absolute Racing        | Porsche 911 RSR-19  | Alessio Picariello | Marco Seefried | Rang 34     |              |
| 2022 | Absolute Racing        | Porsche 911 RSR-19  | Alessio Picariello | Martin Rump    | Rang 44     |              |
| 2023 | Walkenhorst Motorsport | Ferrari 488 GTE Evo | Chandler Hull      | Jeff Segal     | Rang 36     |              |

### Einzelergebnisse in der FIA-Langstrecken-Weltmeisterschaft
| Saison | Team                                  | Rennwagen       | 1   | 2   | 3   | 4   | 5   | 6   | 7   |
| ------ | ------------------------------------- | --------------- | --- | --- | --- | --- | --- | --- | --- |
| 2021   | Dempsey-Proton Racing Absolute Racing | Porsche 911 RSR | SPA | POR | MON | LEM | BAH | BAH |     |
| 2021   | Dempsey-Proton Racing Absolute Racing | Porsche 911 RSR | 24  |     | 24  | 34  |     |     |     |
| 2022   | Absolute Racing                       | Porsche 911 RSR | SEB | SPA | LEM | MON | FUJ | BAH |     |
| 2022   | Absolute Racing                       | Porsche 911 RSR | 44  |     |     |     |     |     |     |
| 2023   | Walkenhorst Motorsport                | Ferrari 488 GTE | SEB | POR | SPA | LEM | MON | FUJ | BAH |
| 2023   | Walkenhorst Motorsport                | Ferrari 488 GTE | 36  |     |     |     |     |     |     |